# ATCC 1993
ATCC 1993 var den första säsong med V8 Supercar-reglemente (serien bytte namn 1999). Glenn Seton vann sin första titel i mästerskapet före 1980 års världsmästare i formel 1; Alan Jones. Både tävlade för Setons team Glenn Seton Racing och med Fordbilar.

## Delsegrare
| Bana           | Vinnare      | Märke  | Tvåa           | Märke  | Trea           | Märke  |
| -------------- | ------------ | ------ | -------------- | ------ | -------------- | ------ |
| Amaroo         | John Bowe    | Ford   | Mark Skaife    | Holden | Glenn Seton    | Ford   |
| Symmons Plains | Alan Jones   | Ford   | Tomáš Mezera   | Holden | Dick Johnson   | Ford   |
| Phillip Island | Glenn Seton  | Ford   | John Bowe      | Ford   | Alan Jones     | Ford   |
| Lakeside       | Alan Jones   | Ford   | Dick Johnson   | Ford   | John Bowe      | Ford   |
| Winton         | Glenn Seton  | Ford   | Tony Longhurst | BMW    | Jim Richards   | Holden |
| Eastern Creek  | Glenn Seton  | Ford   | John Bowe      | Ford   | Alan Jones     | Ford   |
| Mallala        | Glenn Seton  | Ford   | Mark Skaife    | Holden | Tomáš Mezera   | Holden |
| Barbagallo     | Jim Richards | Holden | Neil Crompton  | Holden | Tony Longhurst | BMW    |
| Oran Park      | Jim Richards | Holden | Peter Brock    | Holden | Tomáš Mezera   | Holden |

## Slutställning
| Plats | Förare         | Märke  | Poäng |
| ----- | -------------- | ------ | ----- |
| 1     | Glenn Seton    | Ford   | 191   |
| 2     | Alan Jones     | Ford   | 148   |
| 3     | John Bowe      | Ford   | 140   |
| 4     | Jim Richards   | Holden | 99    |
| 5     | Dick Johnson   | Ford   | 93    |
| 6     | Mark Skaife    | Holden | 87    |
| 7     | Tomáš Mezera   | Holden | 85    |
| 8     | Peter Brock    | Holden | 82    |
| 9     | Tony Longhurst | BMW    | 69    |
| 10    | Peter Doulman  | BMW    | 59    |